# Siegfried von Feuchtwangen
Siegfried von Feuchtwangen foi o 15º grão-mestre da Ordem Teutónica, entre 1303 e 1311. Nasceu na Francónia, pertencendo à família de Konrad von Feuchtwangen.
Não existem grandes dados sobre os seus primeiros anos na ordem, uma vez que só é referido pela primeira vez nos documentos teutónicos em 1298, como grão-mestre da província da Alemanha.
Siegfried von Feuchtwangen foi eleito grão-mestre na sequência do capítulo de Elbląg, o mesmo que destituiu o seu antecessor Gottfried von Hohenlohe.
Nessa época, havia a preocupação de mudar a sede dos grãos-mestres, por haver uma sensação de perigo na permanência teutónica em Veneza. Uma das causas dessa incerteza era o processo dos Templários, que apaixonava a Europa. Entre os dignatários eclesiásticos e laicos, havia cada vez mais adeptos da dissolução de todas as ordens militares, por poderem representar fontes de heresia e de depravação moral.
A Ordem Teutónica era também alvo desse tipo de reprovação, numa altura em que tinha uma relação conflituosa com o arcebispo de Riga, cujo ódio temia, assim como o do papa. Para escapar ao controlo papal, a ordem decidiu instalar-se na Prússia, que lhe parecia o local ideal em termos de autonomia e de liberdade.
O processo de deslocação da capital teutónica para Malbork foi mantido em segredo até ao último instante e é razoável admitir que era apenas conhecido pelos mais altos dignitários da ordem. A entrada solene do grão-mestre e do seu cortejo em Malbork teve lugar entre 13 e 21 de setembro de 1309.
Os documentos da ordem retratam Siegfried von Feuchtwangen como um homem passivo e infuenciável pelos altos dignitários. Foi o primeiro grão-mestre a falecer em Malbork, em 5 de março de 1311, mas encontra-se sepultado na catedral de Chełmża.